# 萊徹縣 (肯塔基州)
萊徹县（英語：Letcher County）是位於美國肯塔基州東南部的一個縣，東南鄰維吉尼亞州。面積878平方公里。根據美國2000年人口普查，共有人口25,277人。縣治懷茨堡 （Whitesburg），最大城市詹金斯 （Jenkins）。
成立於1842年3月3日。縣名紀念聯邦眾議員、肯塔基州州長、駐墨西哥公使羅伯特·P·萊徹 （Robert Perkins Letcher）。